# والي فيلدينغ
والي فيلدينغ (بالإنجليزية: Wally Fielding)‏ (26 نوفمبر 1919 في المملكة المتحدة - 18 يناير 2008 في المملكة المتحدة) هو مدرب كرة قدم ولاعب كرة قدم بريطاني (وحمل سابقاً جنسية المملكة المتحدة لبريطانيا العظمى وأيرلندا) في مركز مهاجم داخلي. لعب مع نادي إيفرتون ونادي ساوثبورت.

## وصلات خارجية
- والي فيلدينغ على موقع قاعدة بيانات كرة القدم.إي يو (الإنجليزية)